# Indore
Indore (efter templet Indreshwar) är den största staden i den indiska delstaten Madhya Pradesh och är centralort i ett distrikt med samma namn. Folkmängden uppgick till cirka 2 miljoner invånare vid folkräkningen 2011. Storstadsområdet beräknades ha cirka 2,8 miljoner invånare 2018.
Staden ligger vid en biflod till Chambal och är en viktig stad för handel, högre utbildning och industri. Det dominerande språket är hindi. I övrigt finns här marather och andra hinduer, ett mindre antal muslimer, många gonder, bhiler och andra dravidfolk. Indore var förr huvudstad i ett furstendöme med samma namn som staden.